# Halásztelek
Halásztelek là một thành phố thuộc hạt Pest, Hungary. Thành phố này có diện tích 8,64 km², dân số năm 2010 là 8889 người, mật độ 1029 người/km².